# Protectores domestici

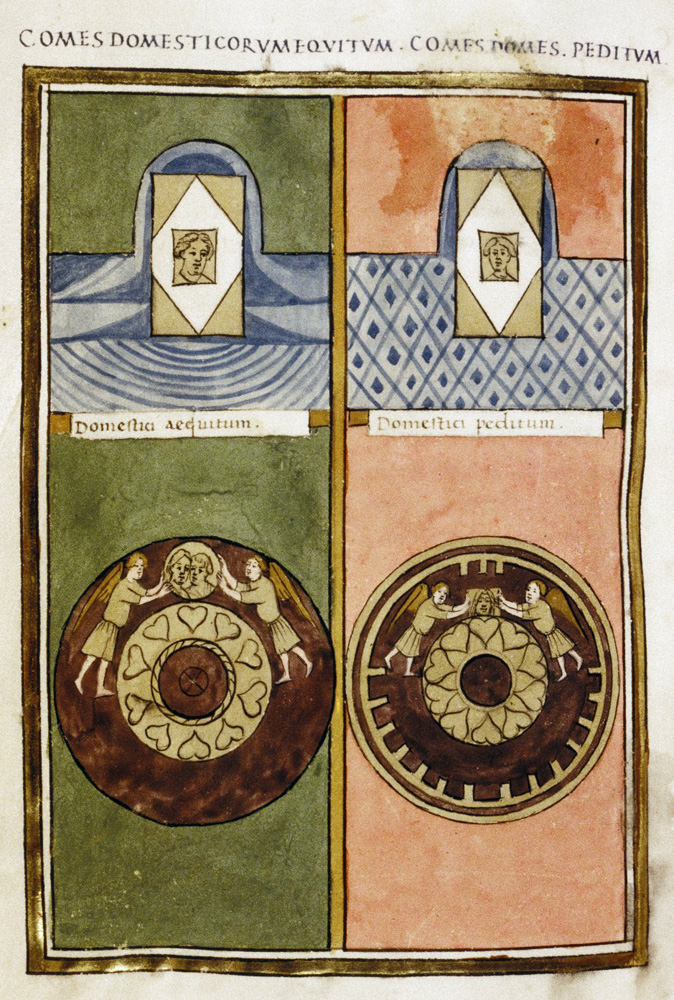
Las insignia del cargo de los dos comites domesticorum del Imperio romano de Oriente, según la Notitia Dignitatum: los escudos de los domestici y los codicilos de su oficio.

Protectores domestici (o simplemente domestici) era la denominación de una unidad de élite del ejército romano en la época del Bajo Imperio (ejército romano tardío). Servían como guardia de corps del emperador y con altas funciones dentro de la administración. 

## Organización
Como indica su nombre, «protectores domésticos», se consideraban parte de la casa del emperador. Tras unos pocos años de servicio en el cuerpo, se les solía encargar una comisión imperial al mando de una unidad militar.
Cada uno de los miembros de este cuerpo militar era denominado domesticus. La cabeza de los domestici era el comes domesticorum, que debía ser un vir illustris. Había dos de tales comes, uno para la caballería y otro para la infantería: comes domesticorum equitum y comes domesticorum peditum.
En la época bizantina el cargo se denominó en griego: domestikos, alcanzando funciones mucho más variadas.

## Domesticicélebres
- Amiano Marcelino
- Eliano (comes Aelianus, que fue domesticus con anterioridad a su carrera como comes)[2]
- Constancio I
- Diocleciano
- Joviano
- Magnencio
- Maximino Daya